# César Bonoris
César D. Bonoris (ur. 22 września 1927, zm. 13 grudnia 2005) – argentyński gimnastyk, uczestnik Igrzysk Olimpijskich w 1948 w Londynie i Igrzysk Olimpijskich w 1952 w Helsinkach. Na igrzyskach olimpijskich w Londynie zajął 108. miejsce w wieloboju gimnastycznym. Najlepszym wynikiem w pojedynczej konkurencji była 96. lokata na poręczach. Natomiast w Helsinkach odpowiednio 157. i 130. również na poręczach. Na Igrzyskach Panamerykańskich w 1951 zajął z drużyną zdobył złoto, w 1955 brązowy medal.